# Adicocrita araria
Adicocrita araria là một loài bướm đêm trong họ Geometridae.